# Anemone glazioviana
Anemone glazioviana là một loài thực vật có hoa trong họ Mao lương. Loài này được Urb. mô tả khoa học đầu tiên năm 1880.